# فرد بلانك
فرد بلانك (بالإنجليزية: Fred Blank)‏ هو لاعب كرة قاعدة أمريكي، ولد في 18 يونيو 1874 في دي سوتو في الولايات المتحدة، وتوفي في 5 فبراير 1936 في سانت لويس في الولايات المتحدة.

## وصلات خارجية
- فرد بلانك على موقعبيزبول رفرنس.كوم (الدوري الرئيسي) (الإنجليزية)